# Apatophyllum
Apatophyllum is een geslacht uit de kardinaalsmutsfamilie (Celastraceae). De soorten komen voor in Zuidwest- en Oost-Australië.

## Soorten
- Apatophyllum constablei McGill.
- Apatophyllum flavovirens A.R.Bean & Jessup
- Apatophyllum macgillivrayi Cranfield & Lander
- Apatophyllum olsenii McGill.
- Apatophyllum teretifolium A.R.Bean & Jessup

... · 
Apodostigma · 
Bhesa · 
Celastrus · 
Cassine · 
Catha · 
Euonymus (Kardinaalsmuts) · 
Parnassia · 
Salacia · 
Stackhousia · 
...